# Septoria cerastii
Septoria cerastii är en svampart som beskrevs av Roberge ex Desm. 1849. Septoria cerastii ingår i släktet Septoria och familjen Mycosphaerellaceae.   Inga underarter finns listade i Catalogue of Life.